# Dustin Semmelrogge
Dustin Semmelrogge (auch Dustin Sattler-Semmelrogge, * 23. Juni 1980 in Düsseldorf) ist ein deutscher Schauspieler. Er ist der Sohn des Schauspielers Martin Semmelrogge und der Malerin Bettina Sattler sowie Enkel des Schauspielers Willy Semmelrogge. Seine Halbschwester ist Joanna Semmelrogge.
Er ist vor allem aus der RTL-Serie Ritas Welt bekannt. Dort spielte er den Azubi Philip „Didi“ Mertens.

## Leben
Bereits als Achtjähriger spielte Semmelrogge im Schultheater sowie in der von ihm mitbegründeten Gruppe T.A. Theater Action. Als Kind trat er in diversen kleinen Rollen im Fernsehen, zum Beispiel in Hallo, Onkel Doc, sowie in Werbespots auf. Nach Abschluss der Schulzeit auf der Montessori-Schule in Düsseldorf besuchte er mehrere Monate die Schauspielschule Düsseldorf unter der Leitung von Manfred Kaufmann. Parallel dazu stand er regelmäßig vor der Kamera.
Gemeinsam mit seinem Vater war Semmelrogge in Verkehrsgericht (ZDF) zu sehen. Danach drehten die beiden Bang Boom Bang. Weitere Rollen von ihm waren der „verlorene Sohn“ im Großstadtrevier, der „Pfarrersohn Jonas“ in Ärzteteam Nord oder der Anführer einer Schülerclique in Unter uns. Außerdem sah man ihn auch in mehreren Episodenhauptrollen. Des Weiteren ist er Sprecher von Trickfilmfiguren sowie der Dokumentation Deutschland unter Druck (ARD).
Ab 2012 stand er neben seinem Vater und seiner Schwester beim Piraten-Open-Air in Grevesmühlen als „Israel Hands“ auf der Bühne. Von 2023 bis 2025 gehörte er dem Ensemble der Karl-May-Spiele in Bad Segeberg an.

## Filmografie (Auswahl)

### Kino
- 1999: Bang Boom Bang – Ein todsicheres Ding
- 2001: Auf Herz & Nieren
- 2001: Girl
- 2003: Die Klasse von ’99 – Schule war gestern, Leben ist jetzt
- 2004: Erbsen auf halb 6
- 2006: ...denn böse Menschen kennen keine Lieder (Kurzfilm)
- 2008: U-900
- 2010: Savage Love 666
- 2012: Das Kalte Gericht
- 2014: Die Boten des Todes
- 2017: Montrak

### Fernsehen
- 2000: Die Pfefferkörner (ARD)
- 2001: Ärzteteam Nord (ARD)
- 2001: Großstadtrevier (ARD)
- 2001: Streit um drei (ZDF)
- 2001–2002: Unter uns (RTL)
- 2001–2003: Ritas Welt (RTL)
- 2003: Unter Brüdern (RTL)
- 2003: St. Angela (ARD)
- 2003: Die Wache (RTL)
- 2004: Promiboxen (RTL)
- 2004: Ich bin ein Star – Holt mich hier raus! (RTL)
- 2007: Hausmeister Krause – Ordnung muss sein (Sat.1)
- 2007: Lutter: Essen is’ fertig
- 2007, 2010: Alles was zählt (RTL, Folgen 95 bis 197 und 873 bis 880)
- 2012: Der Blender (RTL)
- 2015: Ich bin ein Star – Lasst mich wieder rein! (RTL)
- 2015: Heldt (ZDF)
- 2019: Freundinnen – Jetzt erst recht (RTL)
- 2022: WaPo Duisburg – Sprung ins kalte Wasser (ARD)
- 2024: SOKO Köln: Das Ultimatum (ZDF)

### Werbung
- My Car Dortmund – Pimp up your Life (Werbefilm für die Tuning-Messe My Car in den Westfalenhallen Dortmund, 2010)[2]
- SIMon mobile (Stimme der Werbefigur Simon, einem Waschbär, seit Juli 2021)[3]

### Synchron/Sprachrolle
- 2013: Ritter Rost – Eisenhart und voll Verbeult
- 2014: Der kleine Drache Kokosnuss
- 2017: Ritter Rost 2 – Das Schrottkomplott
- 2018: Der kleine Drache Kokosnuss – Auf in den Dschungel!

## Hörspiel
- 2005: Der Räuber Hotzenplotz (WDR)
- 2006: Stadt der kleinen Lichter (WDR)
- 2008: Das Zeichen des Widders (WDR)
- 2011: Die drei ??? (Sonderfolge „High Strung“ als Stinky Rossiter, Europa)
- 2016: Die Infektion III – Das Boot (WDR)
- 2024: Edgar Linscheid und Stuart Kummer: GRЁUL 2 – Die Legende lebt (Hörspiel – WDR)[4]